# Time Flies… 1994–2009
Time Flies… 1994—2009 — сборник рок-группы Oasis, вышедший 14 июня 2010 года. Сборник содержит все 27 синглов, выпущенных музыкантами в Великобритании в период с 1994 по 2009 год.

## Об альбоме
Составлением этого сборника, как и предыдущих Stop the Clocks и The Masterplan, занимался лидер группы Ноэл Галлахер. В одном из интервью Ноэл сказал: «Я старался, чтобы порядок песен напоминал концерт. Какой-нибудь очень длинный концерт».
Диск был выпущен в нескольких вариантах: стандартное издание на 2-х CD, DVD, бокс-сет, бокс-сет из пяти LP и iTunes-издание. Альбом занял в первое место чарте Великобритании с тиражом 101 297 экземпляров, проданных за первую неделю, тем самым став самым плохо продаваемым релизом в каталоге группы (предыдущий альбом Oasis Dig Out Your Soul был продан в количестве 200 000 экземпляров за первую неделю), хотя и показал самый лучший результат по скорости продаж за первую неделю среди всех дисков, выпущенных в Великобритании в 2010 году (на сегодняшний день). В Японии альбом стал № 2 с объёмом продаж 59 348 экземпляров.

## Список композиций

### Диск 1
Слова и музыка всех песен — Ноэл Галлахер, кроме «Songbird» и «I'm Outta Time», написанных Лиамом Галлахером.
| №   | Название                     | Альбом                                   | Длительность |
| --- | ---------------------------- | ---------------------------------------- | ------------ |
| 1.  | «Supersonic»                 | Definitely Maybe (1994)                  | 4:44         |
| 2.  | «Roll with It»               | (What's the Story) Morning Glory? (1995) | 3:59         |
| 3.  | «Live Forever»               | Definitely Maybe (1994)                  | 4:36         |
| 4.  | «Wonderwall»                 | (What's the Story) Morning Glory? (1995) | 4:19         |
| 5.  | «Stop Crying Your Heart Out» | Heathen Chemistry (2002)                 | 5:02         |
| 6.  | «Cigarettes & Alcohol»       | Definitely Maybe (1994)                  | 4:51         |
| 7.  | «Songbird»                   | Heathen Chemistry (2002)                 | 2:08         |
| 8.  | «Don't Look Back in Anger»   | (What's the Story) Morning Glory? (1995) | 4:50         |
| 9.  | «The Hindu Times»            | Heathen Chemistry (2002)                 | 3:52         |
| 10. | «Stand by Me»                | Be Here Now (1997)                       | 5:59         |
| 11. | «Lord Don't Slow Me Down»    | Неальбомный сингл (2007)                 | 3:19         |
| 12. | «Shakermaker»                | Definitely Maybe (1994)                  | 5:10         |
| 13. | «All Around the World»       | Be Here Now (1997)                       | 9:41         |

### Диск 2
Слова и музыка всех песен — Ноэлл Галлахер, кроме "Whatever", написанной Ноэлом Галлахером и Ниллом Иннесом, и "I'm Outta Time" написанной Лиамом Галлахером.
| №   | Название                             | Альбом                                    | Длительность |
| --- | ------------------------------------ | ----------------------------------------- | ------------ |
| 1.  | «Some Might Say»                     | (What's the Story) Morning Glory? (1995)  | 5:29         |
| 2.  | «The Importance of Being Idle»       | Don't Believe the Truth (2005)            | 3:41         |
| 3.  | «D'You Know What I Mean?»            | Be Here Now (1997)                        | 7:44         |
| 4.  | «Lyla»                               | Don't Believe the Truth (2005)            | 5:12         |
| 5.  | «Let There Be Love»                  | Don't Believe the Truth (2005)            | 5:26         |
| 6.  | «Go Let It Out»                      | Standing on the Shoulder of Giants (2000) | 4:38         |
| 7.  | «Who Feels Love?»                    | Standing on the Shoulder of Giants (2000) | 5:44         |
| 8.  | «Little by Little»                   | Heathen Chemistry (2002)                  | 4:53         |
| 9.  | «The Shock of the Lightning»         | Dig Out Your Soul (2008)                  | 5:04         |
| 10. | «She Is Love»                        | Heathen Chemistry (2002)                  | 3:13         |
| 11. | «Whatever»                           | Неальбомный сингл (1994)                  | 6:20         |
| 12. | «I'm Outta Time»                     | Dig Out Your Soul (2008)                  | 4:08         |
| 13. | «Falling Down»                       | Dig Out Your Soul (2008)                  | 4:27         |
| 14. | «Sunday Morning Call» (hidden track) | Standing on the Shoulder of Giants (2000) | 5:14         |

| №   | Название                       | Альбом             | Длительность |
| --- | ------------------------------ | ------------------ | ------------ |
| 14. | «Don't Go Away» (Скрытый трек) | Be Here Now (1997) | 12:03        |

| №  | Название              | Скрытый трек                             | Длительность |
| -- | --------------------- | ---------------------------------------- | ------------ |
| 1. | «Champagne Supernova» | (What's the Story) Morning Glory? (1995) | 7:30         |

## Сертификации
| Регион | Сертификация  | Продажи   |
| --- | ------------- | --------- |
| Италия (FIMI) | Золотой       | 30 000*   |
| Япония (RIAJ) | Золотой       | 100 000^  |
| Великобритания (BPI) | 6× Платиновый | 1 800 000 |
| * Данные о продажах приведены только на основе сертификации. ^ Данные о тиражах приведены только на основе сертификации. |               |           |

## Примечание
1. ↑  Italian  album  certifications – Oasis – Time Flies...1994 - 2009 (итал.). Federazione Industria Musicale Italiana. Дата обращения: 5 сентября 2014. Select "Tutti gli anni" in the "Anno" drop-down menu. Type "Time Flies...1994 - 2009" in the "Filtra" field. Select "Album e Compilation" under "Sezione".
2. ↑  Japanese  album  certifications – Oasis – Time Flies...1994 - 2009 (яп.). Recording Industry Association of Japan. Дата обращения: 5 сентября 2014. Select 2010年10月 on the drop-down menu
3. ↑  British  album  certifications – Oasis – Time Flies...1994 – 2009 (англ.). British Phonographic Industry. Дата обращения: 2024-04-02.